# Antrophyum smithii
Antrophyum smithii är en kantbräkenväxtart som beskrevs av Carl Frederik Albert Christensen. Antrophyum smithii ingår i släktet Antrophyum och familjen Pteridaceae. Inga underarter finns listade.